# 154554 Heatherelliott
154554 Heatherelliott è un asteroide della fascia principale. Scoperto nel 2003, presenta un'orbita caratterizzata da un semiasse maggiore pari a 2,6789396 au e da un'eccentricità di 0,0826866, inclinata di 6,32567° rispetto all'eclittica.